# UEFA Europa League 2012-2013 (qualificazioni)
Questa voce raccoglie un approfondimento sulle gare dei turni preliminari dell'edizione 2012-2013 della UEFA Europa League.

## Primo turno

### Sorteggio
| Gruppo 1                                         | Gruppo 1                                                             | Gruppo 2                                                                        | Gruppo 2                                                      | Gruppo 3                                                               | Gruppo 3                                                           | Gruppo 4                                             | Gruppo 4                                                 |
| Testa di serie                                   | Non testa di serie                                                   | Testa di serie                                                                  | Non testa di serie                                            | Testa di serie                                                         | Non testa di serie                                                 | Testa di serie                                       | Non testa di serie                                       |
| ------------------------------------------------ | -------------------------------------------------------------------- | ------------------------------------------------------------------------------- | ------------------------------------------------------------- | ---------------------------------------------------------------------- | ------------------------------------------------------------------ | ---------------------------------------------------- | -------------------------------------------------------- |
| Aktobe Senica Borac Banja Luka Tirana İnter Baku | MTK Budapest T'orp'edo Kutaisi Trans Narva Grevenmacher Čelik Nikšić | Elfsborg Osijek FK Baku Jagodina Renova                                         | FC Santa Coloma Mura 05 Floriana Ordabası Libertas            | Rosenborg Bohemians Levadia Tallinn Differdange 03 MyPa                | Šiauliai Crusaders Þór NSÍ Runavík Elements Cefn Druids            | Twente Sarajevo Dacia Chișinău Honvéd Rudar Pljevlja | Flamurtari Valona Celje Hibernians UE Santa Coloma Širak |
| Gruppo 5                                         | Gruppo 5                                                             | Gruppo 6                                                                        | Gruppo 6                                                      | Gruppo 7                                                               | Gruppo 7                                                           |                                                      |                                                          |
| Testa di serie                                   | Non testa di serie                                                   | Testa di serie                                                                  | Non testa di serie                                            | Testa di serie                                                         | Non testa di serie                                                 |                                                      |                                                          |
| Kalmar Homel' FH Hafnarfjörður Sūduva KuPS       | Cliftonville Llanelli Daugava Eschen/Mauren Víkingur Gøta            | Lech Poznań Met'alurgi Rustavi Pyunik Olimpia Lubiana Birkirkara Xəzər-Lənkəran | Metalurg Skopje Jeunesse d'Esch Zeta Jetisw Kalju Nõmme Teuta | St Patrick's Stabæk Metalurgs Liepāja Bangor City Škendija EB/Streymur | Zimbru Chișinău JJK IBV Vestmannæyja Portadown Ganjasar La Fiorita |                                                      |                                                          |

### Risultati

#### Andata
| Arbitro: | Andris Treimanis |

|  |           |                                                                        |
|  | Marcatori | 52’, 55’ V. Hleb 57’ Voronkov 58’ Aleksievič 70’ Kašeŭski 80’ Ljavicki |

| Kumanovo 3 luglio 2012, ore 17:30 CEST | Škendija            | 0 – 0 referto | Portadown | Milano Arena\| Arbitro: \| Eitan Shemeulevtich \| |
| Arbitro:                               | Eitan Shemeulevtich |               |           |                                                   |

| Arbitro: | Mitja Žganec |

|                            |           |                      |
| Subaşiç 7’ Scarlatache 30’ | Marcatori | 5’ Wakui 70’ E. Puri |

| Arbitro: | Radu Marian Petrescu |

|  |           |           |
|  | Marcatori | 85’ Gueye |

| Arbitro: | Alexandre Boucaut |

|  |           |                                                                |
|  | Marcatori | 11’, 35’ Tskhadadze 62’ Məmmədov 70’ Adamia 76’ (rig.) Hacıyev |

| Arbitro: | Christopher Lautier |

|                              |           |                |
| Joenmäki 5’ (rig.) Purje 19’ | Marcatori | 45+1’ J. Bowen |

| Arbitro: | Danilo Grujić |

|                                                  |           |  |
| Bajrami 10’ (rig.), 14’ (rig.), 83’ Skenderi 60’ | Marcatori |  |

| Arbitro: | Georgi Vadachkoria |

|                    |           |  |
| Juvenal 63’ (aut.) | Marcatori |  |

| Arbitro: | Jari Järvinen |

|  |           |        |
|  | Marcatori | 71’ Ly |

| Arbitro: | Markus Hameter |

|  |           |                                           |
|  | Marcatori | 61’ Vujačić 81’ Z. Peličić 90+2’ Orlandić |

| Arbitro: | Radek Matějek |

|                          |           |  |
| Gruborovics 16’ Wusu 66’ | Marcatori |  |

| Arbitro: | John Beaton |

|                                                                                     |           |  |
| Hult 5’, 24’, 26’ (rig.) Jawo 10’ Nilsson 37’ Claesson 51’ Frick 54’ J. Larsson 62’ | Marcatori |  |

| Baku 5 luglio 2012, ore 18:00 CEST | FK Baku             | 0 – 0 referto | Mura 05 | Dalğa Arena\| Arbitro: \| Serhij Dan'kovs'kyj \| |
| Arbitro:                           | Serhij Dan'kovs'kyj |               |         |                                                  |

| Arbitro: | Anatolij Abdula |

|  |           |              |
|  | Marcatori | 87’ Kovaļovs |

| Arbitro: | Bardhyl Pashaj |

|                                          |           |  |
| Kettenmeyer 31’ Bettmer 41’ Er Rafik 47’ | Marcatori |  |

| Arbitro: | Georgi Jordanov |

|         |           |  |
| Sow 42’ | Marcatori |  |

| Arbitro: | Ivajlo Stojanov |

|                               |           |                             |
| Jorge Santos 53’ Triganza 87’ | Marcatori | 2’ Nestorovski 54’ Čurlinov |

| Arbitro: | Tolga Özkalfa |

|               |           |             |
| Sabanadze 62’ | Marcatori | 82’ Bikmaev |

| Arbitro: | Vital' Sevost'janik |

|                            |           |  |
| Muçollari 40’ Ferraj 45+2’ | Marcatori |  |

| Arbitro: | Sergejus Slyva |

|  |           |               |
|  | Marcatori | 77’ Miličević |

| Arbitro: | Goran Spirkoski |

|                                                                        |           |                                    |
| Suljić 2’ Torlak 45+1’ Karamatić 54’ (rig.) Hadžić 79’ Tatomirović 90’ | Marcatori | 20’ J. Farrugia 33’ Rodolfo Soares |

| Arbitro: | Enea Jorgji |

|                                                    |           |  |
| Schilder 28’, 29’ Tadić 63’ John 71’ Plet 77’, 79’ | Marcatori |  |

| Arbitro: | Fariz Yusifov |

|                               |           |  |
| Ivelja 53’ Vicente 76’, 90+3’ | Marcatori |  |

| Arbitro: | Luc Wouters |

|                              |           |  |
| Murawski 61’ Lovrencsics 65’ | Marcatori |  |

| Arbitro: | Ignasi Villamayor Rozados |

|                                                    |           |                     |
| L. Hanssen 10’ (rig.), 33’ (rig.) H. Samuelsen 26’ | Marcatori | 72’ Gustavo Correia |

| Arbitro: | João Ferreira |

|           |           |               |
| Lázok 30’ | Marcatori | 58’ Blackburn |

| Arbitro: | Sven Bindels |

|  |           |            |
|  | Marcatori | 46’ Vernes |

| Arbitro: | Laurent Kopriwa |

|  |           |                            |
|  | Marcatori | 40’ Leliūga 90’ Soloņicins |

| Arbitro: | Padraig Sutton |

|  |           |                                                           |
|  | Marcatori | 77’ Tatanashvili 84’ Getsadze 90+2’ (rig.) K'varatskhelia |

| Wrexham 5 luglio 2012, ore 20:30 CEST | Elements Cefn Druids | 0 – 0 referto | MyPa | Racecourse Ground\| Arbitro: \| Nikola Dabanović \| |
| Arbitro:                              | Nikola Dabanović     |               |      |                                                     |

| Arbitro: | Adrien Jaccottet |

|           |           |  |
| Boyce 71’ | Marcatori |  |

| Bangor 5 luglio 2012, ore 20:45 CEST | Bangor City         | 0 – 0 referto | Zimbru Chișinău | Nantporth\| Arbitro: \| Christos Nicolaides \| |
| Arbitro:                             | Christos Nicolaides |               |                 |                                                |

| Arbitro: | Igor Satchi |

|           |           |  |
| Fagan 39’ | Marcatori |  |

| Dublino 5 luglio 2012, ore 20:45 CEST | Bohemians          | 0 – 0 referto | Þór | Dalymount Park\| Arbitro: \| Jovan Kaludjerović \| |
| Arbitro:                              | Jovan Kaludjerović |               |     |                                                    |

| Arbitro: | Dawid Piasecki |

|  |           |                            |
|  | Marcatori | 19’, 76’ Dorsin 71’ Dočkal |

| Arbitro: | Serdar Gözübüyük |

|                      |           |                             |
| Stokić 39’ Dugić 42’ | Marcatori | 37’ (rig.) Bojić 82’ Agović |

| Arbitro: | Dzjanis Ščarbakoŭ |

|                           |           |             |
| Ingason 44’ Björnsson 81’ | Marcatori | 48’ Fässler |

#### Ritorno
| Arbitro: | Nikola Popov |

|  |           |                                                 |
|  | Marcatori | 19’ Mobaek 50’ Hiljemark 67’ Frick 77’ Claesson |

| Dudelange 10 luglio 2012, ore 17:45 CEST | Grevenmacher   | 0 – 0 referto | Tirana | Stade Jos Nosbaum\| Arbitro: \| Domagoj Vučkov \| |
| Arbitro:                                 | Domagoj Vučkov |               |        |                                                   |

| Arbitro: | Dag Vidar Hafsås |

|  |           |                        |
|  | Marcatori | 41’ Abışov 85’ Subaşiç |

| Arbitro: | Michael Johansen |

|                      |           |           |
| Lecky 58’ Redman 80’ | Marcatori | 4’ Cuculi |

| Arbitro: | Sjarhej Cynkevič |

|             |           |               |
| Mwjïkov 44’ | Marcatori | 13’ Ślusarski |

| Almaty 12 luglio 2012, ore 16:00 CEST | Ordabası       | 0 – 0 referto | Jagodina | Stadio Ortalyq\| Arbitro: \| Yunus Yıldırım \| |
| Arbitro:                              | Yunus Yıldırım |               |          |                                                |

| Arbitro: | Vladimir Vnuk |

|                                                                           |           |                |
| Tekturmanidze 14’, 19’ Tatanashvili 37’, 69’ Getsadze 59’ Mikaberidze 73’ | Marcatori | 65’ Deliallisi |

| Arbitro: | Nerijus Dunauskas |

|          |           |                   |
| Diop 14’ | Marcatori | 11’ (aut.) Mkoyan |

| Arbitro: | Adam Lyczmanski |

|             |           |  |
| Bikmaev 75’ | Marcatori |  |

| Kumanovo 12 luglio 2012, ore 17:00 CEST | Metalurg Skopje  | 0 – 0 referto | Birkirkara | Bashkimi Stadium\| Arbitro: \| Alexander Harkam \| |
| Arbitro:                                | Alexander Harkam |               |            |                                                    |

| Arbitro: | Pavel Salij |

|                       |           |  |
| Avagyan 67’ Lomba 72’ | Marcatori |  |

| Arbitro: | Nikolaj Hänni |

|                  |           |              |
| Milić 54’ (aut.) | Marcatori | 58’ Grahovac |

| Arbitro: | Petur Reinert |

|  |           |                                      |
|  | Marcatori | 25’ Bešić 38’ Sretenović 66’ Omladič |

| Arbitro: | Kevin Clancy |

|                             |           |  |
| Georgievski 21’ Hacıyev 86’ | Marcatori |  |

| Arbitro: | Stephan Klossner |

|              |           |                                  |
| Ibe 52’, 54’ | Marcatori | 8’ Šoblinskas 45+1’, 84’ Ledesma |

| Arbitro: | Dennis Antamo |

|                                                |           |  |
| Dzemidovič 49’, 56’ Kašeŭski 71’ Cimašėnka 88’ | Marcatori |  |

| Arbitro: | Lasha Silagava |

|                                                     |           |  |
| Kamešs 1’ Afanasjevs 72’ Soloņicins 82’ Əsgərov 85’ | Marcatori |  |

| Arbitro: | Orel Grinfeld |

|                             |           |            |
| Rimkevičius 40’ Kozlovs 80’ | Marcatori | 76’ Rättel |

| Arbitro: | Ioannis Anastasiou |

|                                                              |           |  |
| Nongotamba 25’ Saxman 37’ Williams 44’ O'Neill 47’ Opoku 70’ | Marcatori |  |

| Arbitro: | Ognjen Valjić |

|                |           |           |
| Molla 29’, 31’ | Marcatori | 44’ Smyth |

| Arbitro: | Elmir Pilav |

|                                           |           |                              |
| Kleiven 37’ Stokkelien 45+2’ Haugsdal 64’ | Marcatori | 45’ van Gelderen 51’ Innanen |

| Arbitro: | Peter Kralović |

|                                                              |           |  |
| Israelsson 10’ Djordjević 16’ Dauda 38’ Berisha 90+1’ (rig.) | Marcatori |  |

| Arbitro: | Jonathan Lardot |

|              |           |  |
| Ankersen 81’ | Marcatori |  |

| Arbitro: | Chris Reisch |

|  |           |                                           |
|  | Marcatori | 19’ (rig.) Janssen 29’ Wisgerhof 34’ Plet |

| Arbitro: | Þóroddur Hjaltalín |

|                  |           |              |
| Bowen 50’ (rig.) | Marcatori | 59’ Paananen |

| Arbitro: | Milenko Vukadinović |

|  |           |                                |
|  | Marcatori | 40’, 45’ Er Rafik 73’ Albanese |

| Arbitro: | Ádám Németh |

|                                 |           |                                           |
| Dias 22’, 35’ Farrugia 40’, 44’ | Marcatori | 13’, 27’ Hadžić 23’ Suljić 90’ Sunjevarić |

| Arbitro: | Oleksandr Derdo |

|                             |           |                  |
| Blackburn 72’ Kalabiška 87’ | Marcatori | 40’ (rig.) Kanta |

| Arbitro: | Clayton Pisani |

|  |           |              |
|  | Marcatori | 12’ Gudnason |

| Arbitro: | Aleksandr Gauzer |

|               |           |                           |
| Radulović 16’ | Marcatori | 19’ Tatoyan 88’ Poghosyan |

| Arbitro: | Gerhard Grobelnik |

|  |           |                     |
|  | Marcatori | 32’ (rig.) Mihaliov |

| Arbitro: | Vasilis Dimitriou |

|                                      |           |               |
| Kvržić 28’ Perošević 56’ Jugović 70’ | Marcatori | 81’ Bousenine |

| Arbitro: | Athanassios Giachos |

|                        |           |  |
| Eterović 26’ Fajić 83’ | Marcatori |  |

| Arbitro: | Robert Rogers |

|  |           |                                                 |
|  | Marcatori | 16’ Nuhiu 61’, 64’ (rig.) Jancevski 87’ Ismaili |

| Arbitro: | Vusal Aliyev |

|                         |           |  |
| Vernes 45+1’ Tchami 57’ | Marcatori |  |

| Arbitro: | Igor Pristovnik |

|                                                             |           |              |
| Kristjánsson 36’, 73’, 90+3’ Hjaltalin 39’ Feely 50’ (aut.) | Marcatori | 45+1’ Scully |

| Arbitro: | Aleksandrs Anufrijevs |

|                          |           |             |
| Garner 83’ Birgisson 98’ | Marcatori | 99’ O'Flynn |

### Tabella riassuntiva
| Squadra 1            | Totale      | Squadra 2          | Andata | Ritorno     |
| -------------------- | ----------- | ------------------ | ------ | ----------- |
| Trans Narva          | 0 - 7       | İnter Baku         | 0 - 5  | 0 - 2       |
| MTK Budapest         | 2 - 3       | Senica             | 1 - 1  | 1 - 2       |
| Tirana               | 2 - 0       | Grevenmacher       | 2 - 0  | 0 - 0       |
| T'orp'edo Kutaisi    | 1 - 2       | Aktobe             | 1 - 1  | 0 - 1       |
| Borac Banja Luka     | 3 - 3 (gfc) | Čelik Nikšić       | 2 - 2  | 1 - 1       |
| FK Baku              | 0 - 2       | Mura 05            | 0 - 0  | 0 - 2       |
| Elfsborg             | 12 - 0      | Floriana           | 8 - 0  | 4 - 0       |
| Renova               | 8 - 0       | Libertas           | 4 - 0  | 4 - 0       |
| FC Santa Coloma      | 2 - 4       | Osijek             | 0 - 1  | 1 - 3       |
| Jagodina             | 0 - 1       | Ordabası           | 0 - 1  | 0 - 0       |
| Differdange 03       | 6 - 0       | NSÍ Runavík        | 3 - 0  | 3 - 0       |
| Crusaders            | 0 - 4       | Rosenborg          | 0 - 3  | 0 - 1       |
| Elements Cefn Druids | 0 - 5       | MyPa               | 0 - 0  | 0 - 5       |
| Levadia Tallinn      | 2 - 2 (gfc) | Šiauliai           | 1 - 0  | 1 - 2       |
| Bohemians            | 1 - 5       | Þór                | 0 - 0  | 1 - 5       |
| Sarajevo             | 9 - 6       | Hibernians         | 5 - 2  | 4 - 4       |
| Twente               | 9 - 0       | UE Santa Coloma    | 6 - 0  | 3 - 0       |
| Rudar Pljevlja       | 1 - 2       | Širak              | 0 - 1  | 1 - 1       |
| Flamurtari Valona    | 0 - 3       | Honvéd             | 0 - 1  | 0 - 2       |
| Dacia Chișinău       | 2 - 0       | Celje              | 1 - 0  | 1 - 0       |
| Sūduva               | 3 - 3 (gfc) | Daugava            | 0 - 1  | 3 - 2       |
| KuPS                 | 3 - 2       | Llanelli           | 2 - 1  | 1 - 1       |
| Cliftonville         | 1 - 4       | Kalmar             | 1 - 0  | 0 - 4       |
| Víkingur Gøta        | 0 - 10      | Homel'             | 0 - 6  | 0 - 4       |
| FH Hafnarfjörður     | 3 - 1       | Eschen/Mauren      | 2 - 1  | 1 - 0       |
| Lech Poznań          | 3 - 1       | Jetisw             | 2 - 0  | 1 - 1       |
| Xəzər-Lənkəran       | 4 - 2       | Kalju Nõmme        | 2 - 2  | 2 - 0       |
| Birkirkara           | 2 - 2 (gfc) | Metalurg Skopje    | 2 - 2  | 0 - 0       |
| Pyunik               | 2 - 4       | Zeta               | 0 - 3  | 2 - 1       |
| Teuta                | 1 - 9       | Met'alurgi Rustavi | 0 - 3  | 1 - 6       |
| Olimpia Lubiana      | 6 - 0       | Jeunesse d'Esch    | 3 - 0  | 3 - 0       |
| EB/Streymur          | 3 - 3 (gfc) | Ganjasar           | 3 - 1  | 0 - 2       |
| St Patrick's         | 2 - 2 (gfc) | IBV Vestmannæyja   | 1 - 0  | 1 - 2 (dts) |
| La Fiorita           | 0 - 6       | Metalurgs Liepāja  | 0 - 2  | 0 - 4       |
| JJK                  | 4 - 3       | Stabæk             | 2 - 0  | 2 - 3       |
| Bangor City          | 1 - 2       | Zimbru Chișinău    | 0 - 0  | 1 - 2       |
| Škendija             | 1 - 2       | Portadown          | 0 - 0  | 1 - 2       |

## Secondo turno

### Sorteggio
| Gruppo 1                                                          | Gruppo 1                                                    | Gruppo 2                                               | Gruppo 2                                                         | Gruppo 3                                                             | Gruppo 3                                                     | Gruppo 4                                           | Gruppo 4                                                       |
| Testa di serie                                                    | Non testa di serie                                          | Testa di serie                                         | Non testa di serie                                               | Testa di serie                                                       | Non testa di serie                                           | Testa di serie                                     | Non testa di serie                                             |
| ----------------------------------------------------------------- | ----------------------------------------------------------- | ------------------------------------------------------ | ---------------------------------------------------------------- | -------------------------------------------------------------------- | ------------------------------------------------------------ | -------------------------------------------------- | -------------------------------------------------------------- |
| Lech Poznań Hajduk Spalato Eskişehirspor AIK Homel'               | St. Johnstone FH Hafnarfjörðar Skonto Renova Xəzər-Lənkəran | Young Boys Stella Rossa Vitesse JJK Vojvodina          | Naftan Novopolotsk Zeta Zimbru Chișinău Sūduva Lokomotiv Plovdiv | Anorthosis Metalurh Donetsk Mladá Boleslav Aalesunds Maccabi Netanya | Þór Levadia Tallinn Čelik Nikšić Tirana KuPS                 | Twente Servette Admira Wacker Aktobe Slaven Belupo | Inter Turku Portadown Ganjasar Milsami Orhei Žalgiris Vilnius  |
| Gruppo 5                                                          | Gruppo 5                                                    | Gruppo 6                                               | Gruppo 6                                                         | Gruppo 7                                                             | Gruppo 7                                                     | Gruppo 8                                           | Gruppo 8                                                       |
| Testa di serie                                                    | Non testa di serie                                          | Testa di serie                                         | Non testa di serie                                               | Testa di serie                                                       | Non testa di serie                                           | Testa di serie                                     | Non testa di serie                                             |
| Viktoria Plzeň CSKA Sofia Rapid Bucarest Slovan Bratislava Kalmar | Metalurgi Rustavi Osijek Videoton Mura 05 MyPa              | Gent Legia Varsavia Levski Sofia Anži Asteras Tripolis | Sarajevo Metalurgs Liepājas Differdange 03 Honvéd Inter Baku     | Rosenborg Elfsborg Bnei Yehuda Ried Spartak Trnava                   | Šachcër Salihorsk Dacia Chișinău Ordabası Sligo Rovers Širak | APOEL Aarhus Ruch Chorzów St. Patrick's Tromsø     | Senica Široki Brijeg Olimpia Lubiana Metalurg Skopje Dila Gori |

### Risultati

#### Andata
| Arbitro: | Robert Schörgenhofer |

|            |           |             |
| Subaşiç 5’ | Marcatori | 19’ Możdżeń |

| Arbitro: | Tony Asumaa |

|                                       |           |                                     |
| Haŭruška 47’ (rig.), 67’ Žukoŭski 76’ | Marcatori | 9’, 69’ Kasalica 18’, 34’ Milunović |

| Arbitro: | Lorenc Jemini |

|                                          |           |                       |
| Boghiu 16’, 51’ Wellington 33’ Gheți 87’ | Marcatori | 8’ Kapadze 56’ Smakov |

| Arbitro: | Alon Yefet |

|             |           |  |
| Jucilei 22’ | Marcatori |  |

| Arbitro: | Antti Munukka |

|                              |           |                            |
| Leliuga 43’ Kļava 81’ (rig.) | Marcatori | 20’ Kucharczyk 47’ Kosecki |

| Arbitro: | Antonio Mateu Lahoz |

|                                           |           |                                       |
| Todorov 24’ Lazarov 49’, 64’ Tássio 90+2’ | Marcatori | 23’ Reis 31’, 77’ van Ginkel 53’ Bony |

| Arbitro: | Hubert Siejewicz |

|  |           |                          |
|  | Marcatori | 20’ Dzemidovič 39’ Nowak |

| Arbitro: | Marco Fritz |

|             |           |                                           |
| Morozov 82’ | Marcatori | 45’ (rig.) Spadacio 55’ Laborde 62’ Calvo |

| Arbitro: | Emir Alecković |

|                  |           |                            |
| Tatanashvili 29’ | Marcatori | 14’, 59’ Horváth 32’ Kolář |

| Arbitro: | Mihaly Fabian |

|            |           |           |
| Schütz 46’ | Marcatori | 54’ Usero |

| Arbitro: | Neil Doyle |

|                                  |           |                             |
| Gruborovics 27’ (rig.), 43’, 47’ | Marcatori | 17’ Došljak 38’ B.Radulović |

| Lubiana 19 luglio 2012, ore 18:00 CEST | Olimpia Lubiana            | 0 – 0 referto | Tromsø | Športni center Stožice\| Arbitro: \| Fernando Teixeira Vitienes \| |
| Arbitro:                               | Fernando Teixeira Vitienes |               |        |                                                                    |

| Arbitro: | Mark Steven Whitby |

|  |           |          |
|  | Marcatori | 27’ Arzo |

| Arbitro: | Ovidiu Alin Hategan |

|              |           |                   |
| Asipenka 44’ | Marcatori | 27’ (rig.) Hadzic |

| Arbitro: | Richard Liesveld |

|                         |           |  |
| Ndlovu 82’ Galván 90+4’ | Marcatori |  |

| Arbitro: | Ruddy Buquet |

|                          |           |                           |
| Dočkal 33’, 45+2’ (rig.) | Marcatori | 75’ Pacholjuk 90+3’ Gueye |

| Arbitro: | Tommy Skjerven |

|                               |           |                |
| Karhan 38’ Mikovič 45’, 45+1’ | Marcatori | 68’ McGuinness |

| Arbitro: | Bruno Paixão |

|            |           |  |
| Rajkov 72’ | Marcatori |  |

| Arbitro: | Paweł Gil |

|                           |           |  |
| Aílton 33’ Alexandrou 40’ | Marcatori |  |

| Arbitro: | Hüseyin Göçek |

|                                 |           |            |
| Piech 74’, 83’ Stawarczyk 90+1’ | Marcatori | 69’ Memedi |

| Arbitro: | Boško Jovanetić |

|         |           |                              |
| Kure 3’ | Marcatori | 34’ Vatsadze 84’ Aladashvili |

| Arbitro: | Marco Borg |

|                          |           |  |
| Magera 33’, 43’ Šćuk 80’ | Marcatori |  |

| Arbitro: | Wilm Smet |

|              |           |              |
| Lundberg 56’ | Marcatori | 40’ Gudnason |

| Arbitro: | Ante Vučemilović-Šimunović Jr. |

|                             |           |  |
| Potuk 41’ Wright 65’ (aut.) | Marcatori |  |

| Arbitro: | Aleksei Kulbakov |

|          |           |             |
| Çota 38’ | Marcatori | 57’ Stewart |

| Arbitro: | Jakob Kehlet |

|                                                                 |           |  |
| Makridis 17’, 49’ Ghazaryan 36’, 61’, 86’ Danilo 51’ Moraes 78’ | Marcatori |  |

| Arbitro: | Paolo Silvio Mazzoleni |

|                                                  |           |  |
| Breen 1’ (aut.) Bušić 13’, 33’ Rak 56’, 71’, 80’ | Marcatori |  |

| Arbitro: | Carlos Xistra |

|              |           |  |
| Mihaliov 32’ | Marcatori |  |

| Arbitro: | Mark Courtney |

|                |           |             |
| Radavičius 72’ | Marcatori | 12’ Hosiner |

| Arbitro: | Miroslav Zelinka |

|          |           |  |
| Frey 53’ | Marcatori |  |

| Arbitro: | Stavros Tritsonis |

|                                   |           |              |
| Teixeira 8’ Grigore 40’ Pancu 45’ | Marcatori | 26’ Williams |

| Arbitro: | Raymond Crangle |

|                         |           |  |
| Karanovic 48’ Gissi 79’ | Marcatori |  |

| Arbitro: | Cyril Zimmermann |

|           |           |            |
| Tadić 66’ | Marcatori | 38’ Bowman |

| Arbitro: | Sergej Karasev |

|             |           |                   |
| Shivhon 75’ | Marcatori | 36’, 45’ Paananen |

| Arbitro: | Kristinn Jakobsson |

|              |           |                               |
| Miličević 5’ | Marcatori | 34’ Mendes 66’ Dauda 68’ Gutu |

| Lendava 19 luglio 2012, ore 20:00 CEST | Mura 05     | 0 – 0 referto | CSKA Sofia | Športni park Lendava\| Arbitro: \| Lee Probert \| |
| Arbitro:                               | Lee Probert |               |            |                                                   |

| Arbitro: | Aleksej Nikolaev |

|          |           |              |
| Šebo 26’ | Marcatori | 30’ Oliveira |

| Arbitro: | Bobby Madden |

|               |           |              |
| Oumarou 90+3’ | Marcatori | 56’ Beniušis |

| Arbitro: | Anastassios Kakos |

|                          |           |  |
| Vukušić 34’ Trebotić 58’ | Marcatori |  |

| Arbitro: | István Kovács |

|              |           |           |
| Wagner 90+3’ | Marcatori | 12’ Fagan |

#### Ritorno
| Arbitro: | Richard Trutz |

|  |           |                                  |
|  | Marcatori | 9’ Janoszka 15’ Straka 63’ Piech |

| Arbitro: | Stephen Studer |

|                                     |           |                    |
| Vatsadze 62’, 83’ Shashiashvili 74’ | Marcatori | 34’ (aut.) Skender |

| Arbitro: | Ilias Spathas |

|  |           |             |
|  | Marcatori | 31’ Menashe |

| Arbitro: | Rene Eisner |

|           |           |                                |
| Gueye 32’ | Marcatori | 67’ Fredheim Holm 90+4’ Dočkal |

| Arbitro: | Eiko Saar |

|               |           |                              |
| Avagyan 90+1’ | Marcatori | 47’ de Azevedo 64’, 68’ Pont |

| Arbitro: | Alexander Kostadinov |

|                                                |           |  |
| Khayrullin 39’ Geynrikh 50’ Simão 90+3’ (aut.) | Marcatori |  |

| Arbitro: | Eli Hacmon |

|                              |           |                                              |
| Jovović 23’ Zorić 50’ (rig.) | Marcatori | 15’ Danilo 53’ Moraes 72’ Volovyk 84’ Soares |

| Arbitro: | Marios Panayi |

|  |           |            |
|  | Marcatori | 40’ Saba'a |

| Arbitro: | Dimitar Meckarovski |

|  |           |                        |
|  | Marcatori | 19’ Surdu 42’ Ilijoski |

| Arbitro: | Andrea De Marco |

|                 |           |  |
| Nilsson 9’, 40’ | Marcatori |  |

| Arbitro: | Ivan Babek |

|  |           |                                     |
|  | Marcatori | 4’, 37’ Fer 7’ Plet 77’, 89’ Chadli |

| Arbitro: | Jérome Efong Nzolo |

|  |           |           |
|  | Marcatori | 56’ Asani |

| Arbitro: | Oliver Drachta |

|  |           |                                                    |
|  | Marcatori | 4’ Moreira 37’ Škuletić 40’ Stevanović 48’ Oumarou |

| Arbitro: | Arnold Hunter |

|                                                       |           |  |
| Barrantes 45+1’ Tollås 48’ James 64’, 77’ Stewart 83’ | Marcatori |  |

| Arbitro: | Jevhen Aranovs'kyj |

|                                 |           |  |
| Calvo 13’ Okkas 41’ Laborde 62’ | Marcatori |  |

| Arbitro: | Menashe Masiah |

|                                           |           |  |
| Dauda 25’ Ibriks 45+1’ (aut.) Nouri 90+3’ | Marcatori |  |

| Arbitro: | Hannes Kaasik |

|           |           |           |
| Popov 18’ | Marcatori | 76’ Fajić |

| Arbitro: | Lars Christoffersen |

|                                      |                      |                                         |
| Armero 68’                           | Marcatori            | 88’ Schütz                              |
| Tsabourīs Rayo Usero Juanito Perrone | Tiri di rigore 4 – 2 | Georgievski Tskhadadze Barmettler Genov |

| Ried im Innkreis 26 luglio 2012, ore 19:00 CEST | Ried            | 0 – 0 referto | Šachcër Salihorsk | Keine Sorgen Arena\| Arbitro: \| Michael Lerjéus \| |
| Arbitro:                                        | Michael Lerjéus |               |                   |                                                     |

| Arbitro: | Robert Malek |

|               |           |  |
| Koppinen 108’ | Marcatori |  |

| Arbitro: | Kevin Blom |

|               |           |  |
| Barakhoev 42’ | Marcatori |  |

| Arbitro: | Vadims Direktorenko |

|                              |           |                          |
| Melli 41’ Conté 63’ Kola 73’ | Marcatori | 24’ Er Rafik 37’ Bettmer |

| Arbitro: | Alexandru Dan Tudor |

|  |           |           |
|  | Marcatori | 73’ Pinto |

| Arbitro: | Espen Berntsen |

|                     |           |  |
| Ďuriš 7’ Darida 10’ | Marcatori |  |

| Arbitro: | Maksim Lajuškin |

|                  |           |            |
| McGuinness 90+2’ | Marcatori | 70’ Čvirik |

| Arbitro: | Stanislav Todorov |

|           |           |  |
| Tonev 16’ | Marcatori |  |

| Arbitro: | Matej Jug |

|             |           |  |
| Došljak 82’ | Marcatori |  |

| Arbitro: | Michael Koukoulakis |

|                                           |           |                      |
| van Ginkel 25’ van Aanholt 45+2’ Bony 48’ | Marcatori | 80’ (rig.) Zlatinski |

| Székesfehérvár 26 luglio 2012, ore 20:15 CEST | Videoton       | 0 – 0 referto | Slovan Bratislava | Sóstói Stadion\| Arbitro: \| Antony Gautier \| |
| Arbitro:                                      | Antony Gautier |               |                   |                                                |

| Arbitro: | Luca Banti |

|  |           |                                     |
|  | Marcatori | 7’, 81’ Eto'o 53’ Traoré 68’ Shatov |

| Arbitro: | João Capela |

|                                          |           |              |
| Saganowski 4’, 39’, 79’ Gol 57’ Żyro 61’ | Marcatori | 45+1’ Kamešs |

| Arbitro: | Saïd Ennjimi |

|                                            |           |                                       |
| Kasalica 9’ Dimitrijević 15’ Vešović 90+1’ | Marcatori | 21’ Sorokin 58’ Navumaŭ 82’ Kovalenko |

| Arbitro: | Libor Kovařik |

|                   |           |  |
| Siņeļņikovs 90+3’ | Marcatori |  |

| Arbitro: | Serge Gumienny |

|          |           |          |
| Tadé 35’ | Marcatori | 52’ Sari |

| Arbitro: | Ján Valášek |

|                                   |           |                                      |
| Lecky 45+2’ McCafferty 67’ (rig.) | Marcatori | 10’ Bubnjić 14’ Brlek 62’, 64’ Šaban |

| Arbitro: | Deniz Aytekin |

|                        |           |            |
| Russell 39’ Fagan 105’ | Marcatori | 65’ Džidić |

| Arbitro: | Cristian Balaj |

|                                 |           |                               |
| Husejinović 12’, 62’ Suljić 14’ | Marcatori | 34’ (rig.) Basile de Carvalho |

| Arbitro: | Leontios Trattou |

|                                                           |           |            |
| Schwab 4’ Ježek 14’, rig.’, 52’ Ouédraogo 31’ Hosiner 70’ | Marcatori | 22’ Kuklys |

| Arbitro: | Simon Lee Evans |

|  |           |                |
|  | Marcatori | 40’ Lorentzson |

| Arbitro: | Gediminas Mažeika |

|  |           |            |
|  | Marcatori | 31’ Magera |

### Tabella riassuntiva
| Squadra 1          | Totale          | Squadra 2             | Andata | Ritorno     |
| ------------------ | --------------- | --------------------- | ------ | ----------- |
| Xəzər-Lənkəran     | 1 - 2           | Lech Poznań           | 1 - 1  | 0 - 1       |
| Eskişehirspor      | 3 - 1           | St. Johnstone         | 2 - 0  | 1 - 1       |
| Hajduk Spalato     | 2 - 1           | Skonto                | 2 - 0  | 0 - 1       |
| AIK                | 2 - 1           | FH Hafnarfjörður      | 1 - 1  | 1 - 0       |
| Renova             | 1 - 2           | Homel'                | 0 - 2  | 1 - 0       |
| Naftan             | 6 - 7           | Stella Rossa          | 3 - 4  | 3 - 3       |
| Vojvodina          | 5 - 1           | Sūduva                | 1 - 1  | 4 - 0       |
| JJK                | 3 - 3 (gfc)     | Zeta                  | 3 - 2  | 0 - 1       |
| Young Boys         | 1 - 1 (4-1 dcr) | Zimbru Chișinău       | 1 - 0  | 0 - 1       |
| Lokomotiv Plovdiv  | 5 - 7           | Vitesse               | 4 - 4  | 1 - 3       |
| Tirana             | 1 - 6           | Aalesunds             | 1 - 1  | 0 - 5       |
| Metalurh Donec'k   | 11 - 2          | Čelik Nikšić          | 7 - 0  | 4 - 2       |
| Maccabi Netanya    | 2 - 2 (gfc)     | KuPS                  | 1 - 2  | 1 - 0       |
| Mladá Boleslav     | 4 - 0           | Þór                   | 3 - 0  | 1 - 0       |
| Levadia Tallinn    | 1 - 6           | Anorthōsis            | 1 - 3  | 0 - 3       |
| Milsami Orhei      | 4 - 5           | Aktobe                | 4 - 2  | 0 - 3       |
| Slaven Belupo      | 10 - 2          | Portadown             | 6 - 0  | 4 - 2       |
| Servette           | 5 - 1           | Ganjasar              | 2 - 0  | 3 - 1       |
| Twente             | 6 - 1           | Inter Turku           | 1 - 1  | 5 - 0       |
| Žalgiris Vilnius   | 2 - 6           | Admira Wacker Mödling | 1 - 1  | 1 - 5       |
| Osijek             | 1 - 6           | Kalmar                | 1 - 3  | 0 - 3       |
| Slovan Bratislava  | 1 - 1 (gfc)     | Videoton              | 1 - 1  | 0 - 0       |
| Rapid Bucarest     | 5 - 1           | MyPa                  | 3 - 1  | 2 - 0       |
| Met'alurgi Rustavi | 1 - 5           | Viktoria Plzeň        | 1 - 3  | 0 - 2       |
| Mura 05            | 1 - 1 (gfc)     | CSKA Sofia            | 0 - 0  | 1 - 1       |
| İnter Baku         | 2 - 2 (2-4 dcr) | Asteras Tripolis      | 1 - 1  | 1 - 1 (dts) |
| Differdange 03     | 2 - 4           | Gent                  | 0 - 1  | 2 - 3       |
| Anži               | 5 - 0           | Honvéd                | 1 - 0  | 4 - 0       |
| Levski Sofia       | 2 - 3           | Sarajevo              | 1 - 0  | 1 - 3       |
| Metalurgs Liepāja  | 3 - 7           | Legia Varsavia        | 2 - 2  | 1 - 5       |
| Šachcër Salihorsk  | 1 - 1 (gfc)     | Ried                  | 1 - 1  | 0 - 0       |
| Bnei Yehuda        | 3 - 0           | Širak                 | 2 - 0  | 1 - 0       |
| Rosenborg          | 4 - 3           | Ordabası              | 2 - 2  | 2 - 1       |
| Spartak Trnava     | 4 - 2           | Sligo Rovers          | 3 - 1  | 1 - 1       |
| Dacia Chișinău     | 1 - 2           | Elfsborg              | 1 - 0  | 0 - 2       |
| Široki Brijeg      | 2 - 3           | St Patrick's          | 1 - 1  | 1 - 2 (dts) |
| APOEL              | 3 - 0           | Senica                | 2 - 0  | 1 - 0       |
| Ruch Chorzów       | 6 - 1           | Metalurg Skopje       | 3 - 1  | 3 - 0       |
| Aarhus             | 2 - 5           | Dila Gori             | 1 - 2  | 1 - 3       |
| Olimpia Lubiana    | 0 - 1           | Tromsø                | 0 - 0  | 0 - 1 (dts) |

## Terzo turno

### Sorteggio
| Gruppo 1                                                         | Gruppo 1                                                               | Gruppo 2                                                            | Gruppo 2                                                     | Gruppo 3                                                           | Gruppo 3                                                          |
| Testa di serie                                                   | Non testa di serie                                                     | Testa di serie                                                      | Non testa di serie                                           | Testa di serie                                                     | Non testa di serie                                                |
| ---------------------------------------------------------------- | ---------------------------------------------------------------------- | ------------------------------------------------------------------- | ------------------------------------------------------------ | ------------------------------------------------------------------ | ----------------------------------------------------------------- |
| O. Marsiglia Sparta Praga Lech Poznań Gent Sarajevo Stella Rossa | Omonia Videoton Eskişehirspor AIK Admira Wacker Zeta                   | Liverpool Steaua Bucarest Young Boys Bursaspor Dinamo Mosca Mura 05 | Arsenal Kiev Kalmar Dundee United KuPS Spartak Trnava Homel' | Athletic Bilbao Hannover 96 Rosenborg Marítimo Legia Varsavia Anži | Vitesse Asteras Tripoli Ried Servette St. Patrick's Slaven Belupo |
| Gruppo 4                                                         | Gruppo 4                                                               | Gruppo 5                                                            | Gruppo 5                                                     |                                                                    |                                                                   |
| Testa di serie                                                   | Non testa di serie                                                     | Testa di serie                                                      | Non testa di serie                                           |                                                                    |                                                                   |
| Inter APOEL Heerenveen Viktoria Plzeň Rapid Vienna Elfsborg      | Rapid Bucarest Hajduk Spalato Horsens Aalesunds Ruch Chorzów Vojvodina | Twente PAOK Anorthosis Genk Metalurh Donetsk                        | Mladá Boleslav Bnei Yehuda Dila Gori Aktobe Tromsø           |                                                                    |                                                                   |

### Risultati

#### Andata
| Arbitro: | Ruddy Buquet |

|                      |           |  |
| Šatov 63’ Smolov 74’ | Marcatori |  |

| Arbitro: | Sébastien Delferière |

|          |           |  |
| Puri 73’ | Marcatori |  |

| Kiev 2 agosto 2012, ore 18:00 CEST | Arsenal Kiev  | 0 – 3 (tav.) referto | Mura 05 | Stadio Dinamo Lobanovski\| Arbitro: \| Antti Munukka \| |
| Arbitro:                           | Antti Munukka |                      |         |                                                         |

| Arbitro: | Ken Henry Johnsen |

|  |           |           |
|  | Marcatori | 69’ Okkas |

| Arbitro: | Pavle Radovanović |

|  |           |                                 |
|  | Marcatori | 62’ Geōrgiadīs 72’ Athanasiadis |

| Arbitro: | Antonio Damato |

|  |           |                      |
|  | Marcatori | 79’ Štípek 85’ Ďuriš |

| Arbitro: | Emir Alecković |

|                          |           |             |
| Sérgio 34’ Aloneftis 80’ | Marcatori | 16’ Stewart |

| Arbitro: | Steven McLean |

|              |           |                   |
| Ondrášek 43’ | Marcatori | 88’ (aut.) Björck |

| Arbitro: | Fernando Teixeira Vitienes |

|               |           |  |
| Andersson 18’ | Marcatori |  |

| Arbitro: | Marco Fritz |

|                                        |           |  |
| Lorentzson 60’ Borges 78’ Lundberg 86’ | Marcatori |  |

| Arbitro: | Ante Vučemilović-Šimunović Jr. |

|                               |           |             |
| Gartler 52’ Hadzic 62’ (rig.) | Marcatori | 85’ Ljuboja |

| Arbitro: | Manuel De Sousa |

|                                        |           |  |
| Djuričić 9’, 64’ de Roon 69’ Fazli 89’ | Marcatori |  |

| Arbitro: | Kristo Tohver |

|                    |           |  |
| Fer 52’ Chadli 58’ | Marcatori |  |

| Arbitro: | Kevin Blom |

|  |           |            |
|  | Marcatori | 6’ Mikovič |

| Arbitro: | Simon Lee Evans |

|               |           |            |
| Schneider 68’ | Marcatori | 81’ Dočkal |

| Arbitro: | Vlado Glodjović |

|          |           |             |
| Rayo 48’ | Marcatori | 71’ Fidélis |

| Arbitro: | Ivan Kružliak |

|  |           |             |
|  | Marcatori | 67’ Downing |

| Arbitro: | Tony Asumaa |

|                                      |           |           |
| Vossen 18’ (rig.) Joseph-Monrose 44’ | Marcatori | 25’ Badlo |

| Arbitro: | Mark Courtney |

|                        |           |             |
| Fagerberg 90+2’ (rig.) | Marcatori | 65’ Nilsson |

| Belgrado 2 agosto 2012, ore 20:30 CEST | Stella Rossa | 0 – 0 referto | Omonia | Stadio Stella Rossa\| Arbitro: \| Rene Eisner \| |
| Arbitro:                               | Rene Eisner  |               |        |                                                  |

| Arbitro: | Paolo Silvio Mazzoleni |

|             |           |  |
| Nikolić 78’ | Marcatori |  |

| Arbitro: | Marius Avram |

|                      |           |                          |
| Flood 37’ Watson 76’ | Marcatori | 50’ Semšov 90+3’ Kokorin |

| Arbitro: | Paweł Gil |

|           |           |            |
| Nuhiu 62’ | Marcatori | 49’ Gignac |

| Arbitro: | Tamás Bognár |

|  |           |                                      |
|  | Marcatori | 6’ Andreasen 67’ Pander 80’ Ya Konan |

| Arbitro: | Hüseyin Göçek |

|  |           |                                        |
|  | Marcatori | 18’ Sneijder 44’ Nagatomo 73’ Coutinho |

| Arbitro: | Serhij Bojko |

|                                 |           |           |
| Isma López 16’, 68’ Susaeta 20’ | Marcatori | 19’ Delić |

| Arbitro: | Anastassios Kakos |

|                          |           |             |
| Suljić 17’ Belošević 43’ | Marcatori | 45’ Božović |

| Arbitro: | Artyom Kuchin |

|                           |           |            |
| Oumarou 75’ Bojović 90+4’ | Marcatori | 90+6’ Alar |

| Arbitro: | Martin Hansson |

|  |           |                                 |
|  | Marcatori | 29’ (aut.) Mevoungou 58’ Kweuke |

#### Ritorno
| Arbitro: | Daniel Stålhammar |

|                                                                |                      |                                                                              |
| Alves Freddy Pavićević Christofi Aguiar Scaramozzino Danielson | Tiri di rigore 5 – 6 | Dimitrijević Milivojević Kasalica Maksimović Milunović Mladenović Mijailović |

| Arbitro: | Stefan Johannesson |

|                                                    |           |  |
| Semshov 2’ Kokorin 23’ Jusupov 40’ Sapeta 83’, 89’ | Marcatori |  |

| Arbitro: | Bobby Madden |

|                    |           |                                  |
| Nilsson 6’ Elm 18’ | Marcatori | 4’ Jørgensen 13’, 36’ Kortegaard |

| Arbitro: | Cyril Zimmermann |

|                  |           |                        |
| Kenzhesariev 30’ | Marcatori | 36’ Benteke 51’ Buffel |

| Arbitro: | Danny Makkelie |

|                         |           |             |
| Maraš 28’ Gregurina 68’ | Marcatori | 47’ Muniain |

| Arbitro: | Eli Hacmon |

|                                        |           |          |
| Saganowski 41’ Radović 55’ Ljuboja 63’ | Marcatori | 76’ Žulj |

| Trondheim 9 agosto 2012, ore 19:00 CEST | Rosenborg  | 0 – 0 referto | Servette | Lerkendal\| Arbitro: \| Neil Doyle \| |
| Arbitro:                                | Neil Doyle |               |          |                                       |

| Arbitro: | Aljaksej Kul'bakoŭ |

|  |           |             |
|  | Marcatori | 9’ Prijović |

| Arbitro: | Maksim Lajuškin |

|  |           |                   |
|  | Marcatori | 9’ Chadli 31’ Fer |

| Arbitro: | Hannes Kaasik |

|  |           |            |
|  | Marcatori | 36’ Adorno |

| Arbitro: | Mihaly Fabian |

|  |           |                                  |
|  | Marcatori | 54’, 80’ Vatsadze 78’ Salukvadze |

| Arbitro: | Halis Özkahya |

|                                      |           |  |
| Mayuka 7’ Raimondi 69’ Bobadilla 82’ | Marcatori |  |

| Arbitro: | Jevhen Aranov'skyj |

|  |           |                                      |
|  | Marcatori | 8’ Adi Rocha 77’ Rusescu 84’ Nikolić |

| Arbitro: | Szymon Marciniak |

|  |           |                                      |
|  | Marcatori | 13’ Filipe Oliveira 68’, 71’ Nikolić |

| Arbitro: | Libor Kovařik |

|             |           |  |
| Możdżeń 72’ | Marcatori |  |

| Arbitro: | Tommy Skjerven |

|               |           |  |
| Burzanović 9’ | Marcatori |  |

| Arbitro: | Luca Banti |

|                 |           |                           |
| Kweuke 36’, 39’ | Marcatori | 19’ Thürauer 69’ Sulimani |

| Arbitro: | Oliver Drachta |

|  |           |                             |
|  | Marcatori | 2’ K'obakhidze 61’ Homenjuk |

| Arbitro: | Michael Oliver |

|  |           |                       |
|  | Marcatori | 48’, 84’ (rig.) Eto'o |

| Arbitro: | Matej Jug |

|                                           |           |  |
| Ďuriš 2’, 12’, 28’ Bakoš 54’ Hanousek 87’ | Marcatori |  |

| Arbitro: | Cristian Balaj |

|                                               |           |               |
| Athanasiadis 48’, 52’ Robert 79’ Pelkas 90+1’ | Marcatori | 7’ Marinković |

| Arbitro: | Felix Zwayer |

|                  |           |  |
| Herea 20’ (rig.) | Marcatori |  |

| Arbitro: | Anar Salmanov |

|                         |           |  |
| Haggui 32’ Eggimann 47’ | Marcatori |  |

| Arbitro: | Alexandru Dan Tudor |

|                                                                     |           |  |
| İbrahim Öztürk 23’ Pinto 28’, 49’ Batalla 36’ N'Diaye 47’ Tufan 72’ | Marcatori |  |

| Arbitro: | Artur Soares |

|                            |           |  |
| A. Ayew 7’, 66’ Gignac 36’ | Marcatori |  |

| Arbitro: | Clément Turpin |

|  |           |                                |
|  | Marcatori | 23’ (rig.) Vukušić 58’ Vuković |

| Arbitro: | Robert Malek |

|                       |           |  |
| Alar 90+1’ Boyd 90+8’ | Marcatori |  |

| Arbitro: | Kenn Hansen |

|                                    |           |  |
| Borini 21’ Gerrard 41’ Johnson 72’ | Marcatori |  |

| Funchal 9 agosto 2012, ore 22:00 CEST | Marítimo     | 0 – 0 referto | Asteras Tripolis | Estádio dos Barreiros\| Arbitro: \| Paolo Valeri \| |
| Arbitro:                              | Paolo Valeri |               |                  |                                                     |

### Tabella riassuntiva
| Squadra 1             | Totale          | Squadra 2        | Andata | Ritorno     |
| --------------------- | --------------- | ---------------- | ------ | ----------- |
| Videoton              | 4 - 0           | Gent             | 1 - 0  | 3 - 0       |
| AIK                   | 3 - 1           | Lech Poznań      | 3 - 0  | 0 - 1       |
| Eskişehirspor         | 1 - 4           | O. Marsiglia     | 1 - 1  | 0 - 3       |
| Stella Rossa          | 0 - 0 (6-5 dcr) | Omonia           | 0 - 0  | 0 - 0 (dts) |
| Sarajevo              | 2 - 2 (gfc)     | Zeta             | 2 - 1  | 0 - 1       |
| Admira Wacker Mödling | 2 - 4           | Sparta Praga     | 0 - 2  | 2 - 2       |
| Kalmar                | 1 - 3           | Young Boys       | 1 - 0  | 0 - 3       |
| Dundee United         | 2 - 7           | Dinamo Mosca     | 2 - 2  | 0 - 5       |
| Arsenal Kiev          | 2 - 3           | Mura 05          | 0 - 3  | 2 - 0       |
| KuPS                  | 1 - 6           | Bursaspor        | 1 - 0  | 0 - 6       |
| Steaua Bucarest       | 3 - 1           | Spartak Trnava   | 0 - 1  | 3 - 0       |
| Homel'                | 0 - 4           | Liverpool        | 0 - 1  | 0 - 3       |
| Ried                  | 3 - 4           | Legia Varsavia   | 2 - 1  | 1 - 3       |
| St Patrick's          | 0 - 5           | Hannover 96      | 0 - 3  | 0 - 2       |
| Servette              | 1 - 1 (gfc)     | Rosenborg        | 1 - 1  | 0 - 0       |
| Athletic Bilbao       | 4 - 3           | Slaven Belupo    | 3 - 1  | 1 - 2       |
| Anži                  | 4 - 0           | Vitesse          | 2 - 0  | 2 - 0       |
| Asteras Tripolis      | 1- 1 (gfc)      | Marítimo         | 1 - 1  | 0 - 0       |
| Heerenveen            | 4 - 1           | Rapid Bucarest   | 4 - 0  | 0 - 1       |
| Ruch Chorzów          | 0 - 7           | Viktoria Plzeň   | 0 - 2  | 0 - 5       |
| Horsens               | 4 - 3           | Elfsborg         | 1 - 1  | 3 - 2       |
| APOEL                 | 3 - 1           | Aalesunds        | 2 - 1  | 1 - 0       |
| Hajduk Spalato        | 2 - 3           | Inter            | 0 - 3  | 2 - 0       |
| Vojvodina             | 2 - 3           | Rapid Vienna     | 2 - 1  | 0 - 2       |
| Genk                  | 4 - 2           | Aktobe           | 2 - 1  | 2 - 1       |
| Tromsø                | 2 - 1           | Metalurh Donec'k | 1 - 1  | 1 - 0       |
| Twente                | 4 - 0           | Mladá Boleslav   | 2 - 0  | 2 - 0       |
| Bnei Yehuda           | 1 - 6           | PAOK             | 0 - 2  | 1 - 4       |
| Dila Gori             | 3 - 1           | Anorthōsis       | 0 - 1  | 3 - 0       |